# Ваутерс, Лоде
Лоде Альфонс Ваутерс (нидерл. Lode Alphonse Wouters, 27 мая 1929, Клейн-Ворст, Антверпен, Бельгия — 25 марта 2014, Гел, Антверпен, Бельгия) — бельгийский шоссейный велогонщик, чемпион и бронзовый призёр летних Олимпийских игр в Лондоне (1948).

## Спортивная карьера
В 1948 г. стал чемпионом Бельгии среди любителей в шоссейной гонке и также выиграл этап велогонки Тур Лимбурга. На летних Олимпийских играх в Лондоне (1948) победил в командной шоссейной гонке и стал бронзовым призёром в групповой гонке. При этом подсчет результата в командной шоссейной гонке занял определённое время и бельгийцы покинули Лондон, так и не дождавшись подведения итогов соревнований. Свою золотую медаль гонщик получил лишь в 2010 г.
Оставаясь в последующие два года в любительском спорте, в 1949 г. выиграл гонку в Нидерландах, а в 1950 г. завершил Тур Лимбурга на втором месте. В мае 1951 г. начал свою профессиональную карьеру в команде Alcyon-Dunlop, выиграв две гонки. В следующем сезоне победил ещё трижды и выиграл стартовый этап Dwars door Vlaanderen, заняв в общем зачете третью позицию. В том же году он стал 11-м в гонке Флеш Валонь и 10-м — в Гент — Вевельгем.
В 1953 г. завершил свою спортивную карьеру вследствие тяжелой травмы руки.